# Marc Connelly
Marcus Cook Connelly, connu comme Marc Connelly, né le 13 décembre 1890 à McKeesport (Pennsylvanie, États-Unis), mort le 21 décembre 1980 à New York (État de New York, États-Unis), est un dramaturge, librettiste, lyriciste, metteur en scène, producteur de cinéma, acteur, réalisateur et scénariste américain.

## Biographie
Au théâtre à Broadway (New York), à partir de 1915, Marc Connelly a des activités aussi diverses que dramaturge (treize pièces représentées, dont cinq écrites en collaboration avec George S. Kaufman et créées au cours des années 1920), librettiste, lyriciste (deux revues et quatre comédies musicales, là aussi en partenariat avec Kaufman, pour partie), metteur en scène, producteur, et même acteur (ainsi, dans Our Town de Thornton Wilder, en 1944). Une de ses pièces les plus connues est Les Verts Pâturages, représentée 640 fois de février 1930 à août 1931 (il en assure aussi la mise en scène), pour laquelle le Prix Pulitzer, catégorie drame, lui est décerné en 1930.
Plusieurs de ses pièces sont adaptées au cinéma et, en outre, il collabore à quelques films américains comme scénariste (ou auteur de l'histoire originale), acteur ou encore réalisateur. Comme acteur, il joue notamment dans L'Odyssée de Charles Lindbergh (1957), aux côtés de James Stewart. Comme réalisateur, il contribue à seulement deux films, l'un d'eux étant l'adaptation au cinéma (coréalisée par William Keighley) de sa pièce Les Verts Pâturages, sortie sous le même titre en 1936, dont il est également scénariste.
À la télévision, Marc Connelly apparaît comme acteur entre 1953 et 1968, dans six séries et quatre téléfilms.
Membre du cercle littéraire Algonquin Round Table dans les années 1920, il est personnifié par Matt Malloy dans le film d'Alan Rudolph Mrs Parker et le Cercle vicieux (1994), consacré à Dorothy Parker, autre membre de ce cercle.

## Théâtre (à Broadway)
Pièces, sauf mention contraire
- 1915-1916 : Hip ! Hip ! Hooray !, revue, musique de Raymond Hubbell (en), lyrics de John L. Golden, livret de R.H. Burnside (en) (lyrics additionnels)
- 1916 : The Amber Empress, comédie musicale, musique de Zoel Parenteau (en) (lyriciste et librettiste)
- 1918 : The Maid of the Mountains (en), comédie musicale, musique d'Harold Fraser-Simpson (en), lyrics d'Harry Graham (en), livret de Frederick Lonsdale (lyrics additionnels)
- 1921-1922 : Dulcy (en), mise en scène d'Howard Lindsay, avec Lynn Fontanne, Howard Lindsay, Elliott Nugent (auteur, en collaboration avec George S. Kaufman)
- 1922 : To the Ladies (en), mise en scène d'Howard Lindsay, avec Helen Hayes, Otto Kruger (auteur, en collaboration avec George S. Kaufman)
- 1922 : The '49ers, revue, musique d'Arthur Samuels et Lewis E. Gensler, lyrics de Morrie Ryskind et Frank Adams, avec Howard Lindsay, Roland Young (sketches, en collaboration notamment avec George S. Kaufman et Dorothy Parker ; metteur en scène, conjointement avec G. S. Kaufman et H. Lindsay)
- 1922-1923 : Merton of the Movies (en) (auteur, en collaboration avec George S. Kaufman)
- 1923 : Helen of Troy, New York, comédie musicale, musique et lyrics de Bert Kalmar et Harry Ruby, avec Queenie Smith (librettiste, en collaboration avec George S. Kaufman)
- 1923 : The Deep Tangled Wildwood, avec James Gleason (auteur, en collaboration avec George S. Kaufman)
- 1924-1925 : Beggar on Horseback (en), avec George Barbier, Spring Byington, Greta Nissen, Roland Young (auteur, en collaboration avec George S. Kaufman)
- 1924 : Be Yourself, comédie musicale, musique de Lewis E. Gensler et Milton Schwarzwald (en), lyrics additionnels d'Ira Gershwin, avec Queenie Smith (lyriciste et librettiste, en collaboration avec George S. Kaufman)
- 1926 : The Wisdom Tooth, avec Thomas Mitchell, Mary Philips (auteur)
- 1927 : The Wild Man of Borneo, avec Josephine Hull (auteur, en collaboration avec Herman J. Mankiewicz, et metteur en scène)
- 1930-1931 : Les Verts Pâturages (The Green Pastures), avec Edna Mae Harris (auteur et metteur en scène)
- 1934-1935 : The Farmer takes a Wife, avec Henry Fonda, Joseph Sweeney (auteur, en collaboration avec Frank B. Elser ; metteur en scène)
- 1935 : Les Verts Pâturages (The Green Pastures), reprise, avec Edna Mae Harris, Oscar Polk (auteur et metteur en scène)
- 1937-1938 : Having Wonderful Time d'Arthur Kober, avec Sheldon Leonard, Cornel Wilde (metteur en scène et producteur)
- 1938 : The Two Bouquets, opérette, musique de divers auteurs non-spécifiés, lyrics et livret d'Herbert (en) et Eleanor Farjeon, costumes de Raoul Pène Du Bois, avec Leo G. Carroll, Alfred Drake, Enid Markey, Patricia Morison (metteur en scène et producteur)
- 1938-1939 : Everywhere I Roam, avec Dean Jagger (auteur, en collaboration avec Arnold Sundgaard ;  producteur, conjointement avec Bela Blau ; metteur en scène)
- 1939 : The Happiest Days de Charlotte Armstrong, avec Russell Collins (metteur en scène)
- 1942 : The Flowers of Virtue (en), avec Frank Craven, Isobel Elsom, Thomas Gomez, Vladimir Sokoloff (auteur et metteur en scène)
- 1944 : Our Town de Thornton Wilder, avec Montgomery Clift, Martha Scott (acteur)
- 1945 : Hope for the Best de William McCleery, avec Franchot Tone, Jane Wyatt (producteur, conjointement avec Jean Dalrymple (en))
- 1948 : Sleepy Hollow, comédie musicale, musique de George Lessner, lyrics et livret de Russell Maloney et Miriam Battista (metteur en scène, en collaboration avec John O'Shaughnessy)
- 1948 : A Story for Strangers, avec Joseph Sweeney (auteur et metteur en scène)
- 1951 : Les Verts Pâturages (The Green Pastures), reprise, avec Ossie Davis (auteur et metteur en scène)
- 1959 : Tall Story d'Howard Lindsay et Russel Crouse, mise en scène d'Herman Shumlin (acteur)
- 1970 : Beggar on Horseback (en), reprise (auteur, en collaboration avec George S. Kaufman)
- 1980-1981 : The Stitch in Time, avec Amanda Plummer (auteur)

## Filmographie partielle

### Au cinéma
- 1923 : Dulcy de Sidney Franklin (1re adaptation de la pièce éponyme)
- 1923 : En votre honneur, mesdames ! (To the Ladies) de James Cruze (adaptation de la pièce de même titre)
- 1924 : Les Gaietés du cinéma (Merton of the Movies) de James Cruze (1re adaptation de la pièce éponyme)
- 1925 : Beggar on Horseback de James Cruze (adaptation de la pièce éponyme)
- 1926 : Exit Smiling de Sam Taylor (histoire originale)
- 1930 : Not So Dumb (Dulcy) de King Vidor (2e adaptation de la pièce Dulcy)
- 1932 : Make Me a Star de William Beaudine (2e adaptation de la pièce Merton of the Movies)
- 1933 : Cradle Song de Mitchell Leisen (scénariste)
- 1934 : Elmer and Elsie (en) de Gilbert Pratt (histoire originale, écrite en collaboration avec George S. Kaufman)
- 1935 : La Jolie Batelière (The Farmer takes a Wife) de Victor Fleming (1re adaptation de la pièce éponyme)

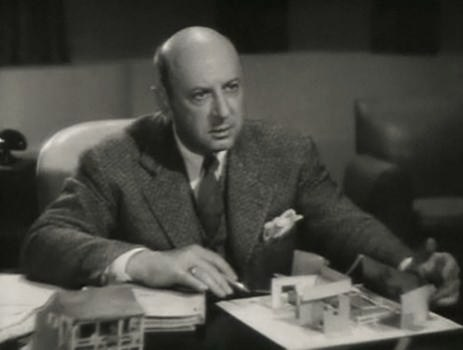
Les Verts Pâturages (1936) : Marc Connelly dans la bande-annonce

- 1936 : Les Verts Pâturages (The Green Pastures) (réalisateur — en collaboration avec William Keighley — et scénariste, d'après la pièce éponyme)
- 1937 : Capitaines courageux (Captains Courageous) de Victor Fleming (scénariste)
- 1937 : Visages d'Orient ou La Terre chinoise (The Good Earth) de Sidney Franklin, Victor Fleming et Gustav Machatý (scénariste)
- 1938 : Rhythm Rodeo (réalisateur, en collaboration avec George Randol (en))
- 1940 : Dulcy (en) de S. Sylvan Simon (3e adaptation de la pièce éponyme)
- 1941 : The Wild Man of Borneo de Robert B. Sinclair (adaptation de la pièce éponyme)
- 1942 : Ma femme est une sorcière (I Married a Witch) de René Clair (scénariste)
- 1942 : Quelque part en France (Reunion in France) de Jules Dassin (scénariste)
- 1943 : Un petit coin aux cieux (Cabin in the Sky) de Vincente Minnelli et Busby Berkeley (scénariste)
- 1944 : L'Imposteur (The Impostor) de Julien Duvivier (dialogues additionnels)
- 1947 : L'As du cinéma (Merton of the Movies) de Robert Alton (3e adaptation de la pièce éponyme)
- 1953 : La Jolie Batelière (The Farmer takes a Wife) d'Henry Levin (2e adaptation de la pièce éponyme)
- 1956 : Crowded Paradise (en) de Fred Pressburger (scénariste)
- 1957 : L'Odyssée de Charles Lindbergh (The Spirit of St. Louis) de Billy Wilder (acteur)
- 1960 : La Tête à l'envers (Tall Story) de Joshua Logan (acteur)

### À la télévision
- 1962-1964 : Série Les Accusés (The Defenders), Saison 2, épisode 3 The Indelible Silence (1962), épisode 17 Man against Himself (1963) de Paul Bogart et épisode 28 A Taste for Vengeance (1963) ; Saison 4, épisodes 1 et 2 The Seven Hundred Year Old Gang, Parts I & II (1964) de Paul Bogart, et épisode 5 Conflict of Interests (1964) (acteur)
- 1964 : Les Verts Pâturages, téléfilm de Jean-Christophe Averty (adaptation française de la pièce The Green Pastures)
- 1967 : FBI contre Borgia (en) (The Borgia Stick), téléfilm de David Lowell Rich (acteur)
- 1968 : A Case of Libel, téléfilm de Charles Jarrott (acteur)